# Simhopp vid olympiska sommarspelen 1964

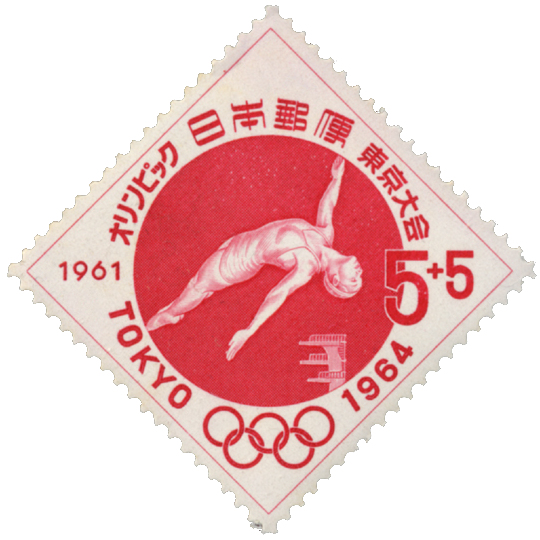

De olympiska tävlingarna i simhopp 1964 avgjordes mellan den 11 och 18 oktober i Tokyo. 80 deltagare från 20 länder tävlade i fyra grenar.

## Medaljörer
| Gren                            | Guld                                 | Silver                               | Brons                           |
| Damernas svikt Detaljer...      | Ingrid Krämer Tysklands förenade lag | Jeanne Collier USA                   | Patsy Willard USA               |
| Damernas höga hopp Detaljer...  | Lesley Bush USA                      | Ingrid Krämer Tysklands förenade lag | Galina Aleksejeva Sovjetunionen |
| Herrarnas svikt Detaljer...     | Kenneth Sitzberger USA               | Frank Gorman USA                     | Lawrence Andreasen USA          |
| Herrarnas höga hopp Detaljer... | Bob Webster USA                      | Klaus Dibiasi Italien                | Tom Gompf USA                   |

## Medaljtabell
| Pl.    | Nation                 | Guld | Silver | Brons | Totalt |
| ------ | ---------------------- | ---- | ------ | ----- | ------ |
| 1      | USA                    | 3    | 2      | 3     | 8      |
| 2      | Tysklands förenade lag | 1    | 1      | 0     | 2      |
| 3      | Italien                | 0    | 1      | 0     | 1      |
| 4      | Sovjetunionen          | 0    | 0      | 1     | 1      |
| Totalt | Totalt                 | 4    | 4      | 4     | 12     |